# حمل كاذب
الحمل الكاذب ويسمى أيضًا الحمل الوهمي أو الهستيري أو مخاوف الحمل، هو ظهور أعراض وعلامات سريرية أو دون سريرية مرتبطة بالحمل في حين أن المرأة لا تكون حاملًا في الواقع. قد يكون الحمل الكاذب نفسيًا بالكامل في بعض الأحيان. من المعتقد بشكل عام أن الحمل الكاذب ينتج عن تغيرات في جهاز الغدد الصماء في الجسم ما يؤدي لإفراز هرمونات تؤدي لتغيرات جسدية مشابهة لتلك التي تحدث في الحمل. يعاني بعض الرجال من نفس المرض حين تكون زوجاتهم حامل (حمل تعاطفي)، وينتج ذلك ربما عن الفرمونات التي تزيد من مستوى الإستروجين والبرولاكتين والكورتيزول.

## العلامات والأعراض
تشبه أعراض الحمل الكاذب أعراض الحمل الحقيقي ويصعب غالبا التفريق بينهما. قد تتواجد بعض العلامات الطبيعية مثل انقطاع الحيض، وغثيان الصباح، والثدي الحساس، وزيادة الوزن. العديد من الأطباء يمكن خداعهم بتلك العرض المصاحبة للحمل الكاذب. يظهر البحث أن 18% من النساء ذوات الحمل الكاذب تم تشخيصهن في وقت ما بأنهن حوامل بواسطة أطباء محترفين.
لتشخيص الحمل الكاذب، يجب أن تصدق المرأة بأنها حامل. عندما تتظاهر امرأة عن قصد وعن وعي بالحمل، يطلق عليها اسم «محاكاة الحمل».

## السبب
توجد العديد من التفسيرات، لكن لا يوجد تفسير واحد مقبول بشكل جماعي بسبب المشاركة المعقدة لقشرة المخ، وتحت المهاد، والغدد الصماء وعوامل نفسية. تشمل الآليات المقترحة تأثير التوتر على المحور الوطائي-النخامي-الكظري، والإمساك، وزيادة الوزن، وحركة الغازات في الأمعاء.

## العلاج
لا يعرف سبب جسدي واضح للحمل الكاذب ولا توجد توصيات عامة بخصوص العلاج بالأدوية. في بعض الحالات مع ذلك قد يتم إعطاء المريضة بعض الأدوية لأعراض كانقطاع الحيض. حين تكون هناك مشاكل نفسية وراء الحمل الكاذب، يجب تحويل المرضى للعلاج النفسي. من المهم في نفس الوقت للطبيب المعالج ألا يقلل من الأعراض الجسدية للمريضة. العلاج الذي حظى بالنجاح الأكبر هو وصف الحالة للمريضة وإقناعها بأنها ليست حامل باستخدام الموجات فوق الصوتية.[بحاجة لمصدر]

## الانتشار
انحفض معدل الحمل الكاذب في الولايات المتحدة بشكل كبير في القرن الماضي. في أربعينات القرن الـ20 كان هناك حمل كاذب واحد لكل 250 حمل تقريبًا. انخفض هذا المعدل منذ ذلك الوقت إلى 1-6 حمل كاذب لكل 22,000 حمل. متوسط سن النساء اللاتي يحدث فيهن الحمل الكاذب هو 33، رغم أن بعض الحالات كانت صغيرة لحد 6 سنوات، أو كبيرة لحد 79 سنة. أكثر من ثلثي أولئك النساء متزوجات، وحوالي الثلث حملن من قبل على الأقل مرة واحدة.[بحاجة لمصدر]

## التاريخ
تم توثيق حالات حمل كاذب منذ العصور القديمة. أعطى أبقراط أول توثيق مكتوب حوالي عام 300 ق.م حين سجل 12 حالة. هناك شك أن ماري الأولى ملكة إنجلترا (1516-1558) حظت بحملين كاذبين، إلا أن ذلك موضع نزاع قوي، حيث يؤمن بعض المؤرخين أن أطباء الملكة أخطأوا تشخيص الأورام الليفية في رحمها على أنها حمل، فيما يشك آخرون في حدوث حمل عنقودي (الذي يسبق السرطانة المشيمائية) أو سرطان المبيض.